# Lady Frere
Lady Frere is een plaats in de Zuid-Afrikaanse provincie Oost-Kaap.
Lady Frere telt ongeveer 2500 inwoners.

## Subplaatsen
Het nationaal instituut voor de statistiek, Stats SA, deelt sinds de census 2011 deze hoofdplaats in in zogenaamde subplaatsen (sub place), c.q. slechts één subplaats:
Lady Frere SP.